# كور بروم
كور بروم (بالهولندية: Cor Brom)‏ هو لاعب كرة قدم ومدرب كرة قدم هولندي في مركز الدفاع، ولد في 27 أغسطس 1932 في أمستردام في هولندا، وتوفي بنفس المكان في 29 أكتوبر 2008 بسبب مرض باركنسون. لعب مع نادي تلستار ‏.